# Ruta Estatal de California 19
La Ruta Estatal 19 (SR 19), localmente conocida como Lakewood Boulevard y Rosemead Boulevard,  es una carretera estatal en el área metropolitana de Los Ángeles del estado estadounidense de California. la Ruta es una carretera suburbana con sentido norte-sur y con cuatro a seis carriles entre la Autovía Long Beach (I-710) y la Autovía San Gabriel River (I-605), y conecta las partes este de Long Beach y Pasadena vía el Whittier Narrows. Desde 1998, varios segmentos han sido tomados por los gobiernos locales, y muchas transferencias son autorizadas por las leyes estatales. La parte de la Ruta Estatal 19 al norte de Whittier Narrows es oficialmente la Ruta estatal 164, y anteriormente estaba planeado que fuera la Autovía Río Hondo, pero siempre ha sido asignada como parte de la Ruta Estatal 19.

## Ruta 164
La ruta de 9.56 millas (15.39 km) del segmento de la SR 19 al norte de Gallatin Road en Pico Rivera se llamaba Ruta Estatal 164 desde el renombramiento de carreteras de 1964, pero siempre ha estado señalizada como la Ruta 19. En los planes originales, se contemplaba que la SR 164 iniciara desde el sureste a la Interestatal 605 desde la ruta actual de la SR 164 y SR 19, cuyo proyecto estaba bajo el nombre de Rio Hondo Freeway.  La SR 164 inicia como Rosemead Boulevard y sale de la ciudad de Pico Rivera, entrando en un área no incorporada.
a SR 164 vía a través de la Represa Whittier Narrows antes de entrar en el Área de Recreación Whittier Narrows e intersecándose con el cloverleaf interchange de la Ruta 60. Después, la SR 164 entra en South El Monte antes de cruzar por Río Hondo y pasando cerca de la frontera de la ciudad de Rosemead y El Monte. La SR 164 luego se interseca con la Interestatal 10 antes de pasar al Rosemead Shopping Center. La siguiente sección de la SR 164 dejó de operar hasta Temple City en 2008.
Al dejar a Temple City, la ruta SR 164 se transfiere al condado, en este segmento la SR 164 deja de existir. Rosemead Boulevard continúa al norte de la Interestatal 210. Actualmente, el extremo norte de la Ruta es la I-210 a alrededor de una milla de la Avenida Sierra Madre Villa.